# Calichín
Calichín es una película peruana de comedia deportiva estrenada en 2016, dirigida por Ricardo Maldonado y protagonizada por Aldo Miyashiro.
Se puede ver por la plataforma Prime Video y para 2023 se lanza en la plataforma gratuita Pluto TV.

## Sinopsis
Calichín Delgado (Miyashiro), un reconocido futbolista regresa a su país desde Europa pero en franco descenso. Su objetivo es recuperar su antigua gloria en un club de segunda división de la serranía peruana y también a su pequeña hija.

## Reparto
El elenco está compuesto por:
- Aldo Miyashiro
- Miguel Iza
- André Silva
- Guillermo Castañeda
- Irma Maury
- Ubaldo Huamán
- Zoe Arévalo
- Juliana Molina
- Tulio Loza
- Fiorella Luna

### Invitados
- Andy Merino «Andynsane/el Zeein»
- Gerardo Vásquez «Gerardo Pe»
- Erick Osores
- Natalie Vértiz
- Phillip Butters
- Jesús Arias

## Producción
La película fue producida por Cine 70, productora Maldonado, director de la cinta. Fue escrita por César de María. Filmada en diversas locaciones, como Lima, Canta, Lachaqui y Obrajillo, fue estrenada el 10 de noviembre de 2016. Tuvo también la participación de los youtubers peruanos: Mox (José Romero), Andynsane (Andy Merino) y Gerardo Pe' (Gerardo Vásquez).